# 비틀 (마블 코믹스)
비틀(영어: Beetle)은 마블 코믹스의 슈퍼빌런 캐릭터이다. 주로 스파이더맨의 악당으로 등장하며, 애브너 젱킨스, 릴라 데이비스, 재니스 링컨 등의 인물들이 비틀을 자처했다. 1964년 8월 《이상한 이야기》 123호에 처음 등장했고, 스탠 리와 칼 버고스가 공동 창작하였다.

## 담당 성우

### TV 애니메이션
- 스파이더맨과 그의 놀라운 친구들(1981) - 크리스토퍼 콜린스
- 얼티밋 스파이더맨(2012) - 스티븐 블룸

### 비디오 게임
- 스파이더맨 2: 엔터 일렉트로(2001) - 대런 노리스
- 얼티밋 스파이더맨(2005) - 터커 스몰우드
- 레고 마블 슈퍼 히어로즈(2013) - 스티븐 블룸